# Элмер, Джонатан
Джонатан Элмер (англ. Jonathan Elmer) — американский политический деятель, делегат Континентального конгресса в годы Войны за независимость, первый сенатор США от штата Нью-Джерси (1789—1791).

## Биография
Джонатан Элмер родился в ноябре 1745 года в поселении Сидарвилл, в семье пастора Дэниела Элмера и Эбигейл Лоуренс Элмер. В 1765 году начал посещать первый класс студентов-медиков в Пенсильванском университете. В 1768 году он получил степень бакалавра медицины, а в 1771 году — степень доктора медицины, впервые присуждённую американским университетом.
После учёбы в университете Элмер занимался медицинской практикой в Бриджтоне и активно участвовал в политике. С 1772 по 1775 год он служил шерифом округа Камберленд. В 1774 году был избран в Американское философское общество. 
Во время Войны за независимость Элмер был офицером ополчения и дослужился до звания капитана, командуя ротой. 
Элмер трижды был делегатом Континентального конгресса: в периоды 1777—1778, 1781—1783 и 1787—1788. В 1780 и 1784 годах он представлял округ Камберленд в Законодательном совете Нью-Джерси. Колледж Нью-Джерси (ныне Принстонский университет) назначил Элмера на должность попечителя в 1782 году, на которой он был до 1795 года. 25 ноября 1788 года Легислатура Нью-Джерси назначила Элмера и Уильяма Патерсона первыми сенаторами от Нью-Джерси в первом Конгрессе, где он работал с 1789 по 1791 год.
После своего ухода из политики здоровье Элмера начало ухудшаться. 3 сентября 1817 Элмер скончался, за несколько месяцев до своего 72-летия. Был похоронен на кладбище пресвитерианской церкви Олд-Брод-Стрит в Бриджтоне.

## Личная жизнь
В 1769 году Элмер женился на Мэри Сили (1746—1809), дочери полковника Эфраима Сили из Бриджтона, от которой имел восемь детей.
Младший брат Элмера, Эбенезер, и его сын, Люциус, были членами Палаты представителей США.